# Tymianki-Okunie
Tymianki-Okunie – wieś sołecka w Polsce położona w województwie mazowieckim, w powiecie ostrowskim, w gminie Boguty-Pianki.
W skład sołectwa Tymianki-Okunie  wchodzi także wsie  Tymianki-Szklarze i Tymianki-Moderki.
| SIMC    | Nazwa            | Rodzaj    |
| ------- | ---------------- | --------- |
| 0395369 | Tymianki-Dębosze | część wsi |
| 0395375 | Tymianki-Pachoły | część wsi |

Wierni Kościoła rzymskokatolickiego należą do parafii św. Jana Apostoła w Nurze.

## Historia
W I Rzeczypospolitej Tymianki należały do ziemi nurskiej.
W roku 1827 we wsi było 4 domy i 32 mieszkańców.
Pod koniec wieku XIX miejscowość drobnoszlachecka w powiecie ostrowskim, gmina Kamieńczyk Wielki, parafia Nur.
W latach 1921–1931 wieś leżała w województwie białostockim, w powiecie ostrołęckim, w gminie Boguty.
Według Powszechnego Spisu Ludności z 1921 roku wieś zamieszkiwało 26 osób w 4 budynkach mieszkalnych. Miejscowość należała do parafii rzymskokatolickiej w m. Boguty-Pianki. Podlegała pod Sąd Grodzki w Czyżewie i Okręgowy w Łomży; właściwy urząd pocztowy mieścił się w Bogutach.
W wyniku napaści ZSRR na Polskę we wrześniu 1939 miejscowość znalazła się pod okupacją sowiecką. Od czerwca 1941 roku pod okupacją niemiecką. Od 22 lipca 1941 do 1945 włączona w skład Landkreis Lomscha, Bezirk Bialystok III Rzeszy.
W latach 1975–1998 miejscowość administracyjnie należała do województwa łomżyńskiego.